# Euchromia dohertyi
Euchromia dohertyi är en fjärilsart som beskrevs av Druce 1899. Euchromia dohertyi ingår i släktet Euchromia och familjen björnspinnare. Inga underarter finns listade i Catalogue of Life.